# Farah Eslaquit
Farah Eslaquito Cano (sinh ngày 5 tháng 12 năm 1991) là một người mẫu và là nữ hoàng sắc đẹp người Mexico gốc Nicaragua, cô đã giành chiến thắng tại cuộc thi Hoa hậu Nicaragua 2012, sau đó đại diện cho Nicaragua tại cuộc thi Hoa hậu Hoàn vũ 2012.

## Cuộc sống cá nhân
Farah Eslaquit có bằng Cao đẳng về Thời trang, Người mẫu và Nghi thức xã giao.

## Cuộc thi

### Hoa hậu Nicaragua 2012
Farah Eslaquito, đại diện cho khu vực Masaya, đã được trao vương miện Hoa hậu Nicaragua 2012 bởi Adriana Dorn - Hoa hậu Nicaragua 2011, cuộc thi được tổ chức tại Nhà hát Quốc gia Ruben Dario ở Managua vào ngày 17 tháng 3 năm 2012. Khán giả cả nước có chút e ngại về việc cô được chọn làm đại diện cho Nicaragua tại cuộc thi Hoa hậu Hoàn vũ 2012 vì cô không được sinh ra ở Nicaragua mà là ở Mexico. Trong khi đó Claudia Cuadra Cardenal và Alejandra Borge là hai ứng cử viên nặng ký và là các thí sinh được yêu thích nhất ở cuộc thi. Farah Eslaquit cũng đã giành được danh hiệu Miss Popularity and Miss Virtual Nicaragua trong cuộc thi sắc đẹp tầm cỡ quốc gia này.

### Hoa hậu Hoàn vũ 2012
Là đại diện của Nicaragua tham dự cuộc thi Hoa hậu Hoàn vũ 2012, cô đã lọt vào Top 5 phần thi Trang phục dân tộc, người chiến thắng là Hứa Kế Đan (Xu Jidan) đến từ Trung Quốc.

## Nghề nghiệp
Kể từ năm 2014, Farah Eslaquit là người mẫu ở Nicaragua và làm việc với ban du lịch của Nicaragua, trong số các dự án du lịch và văn hóa khác.